# 이고르 트란덴코프
이고르 레오니도비치 트란덴코프(러시아어: Игор Леоңидович Транденков, 1966년 8월 17일 ~ )는 장대높이뛰기를 활약한 러시아의 전직 육상 선수로 하계 올림픽에서 은메달을 2번 획득하였다.
그는 러시아의 육상 선수 마리나 트란덴코바와 결혼했다.